# Arif Mardin

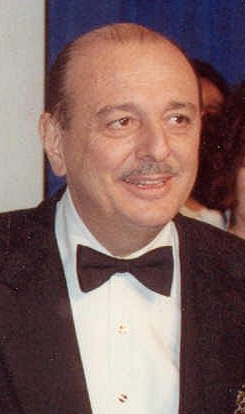
Arif Mardin

Arif Mardin (* 15. März 1932 in Istanbul; † 25. Juni 2006 in New York City) war ein in den USA lebender türkischer Musikproduzent.

## Leben und Wirken
Mardin studierte zunächst Ökonomie an der Universität Istanbul und an der London School of Economics. In den 1950er-Jahren lernte der vom Jazz begeisterte Mardin Dizzy Gillespie und den Arrangeur Quincy Jones kennen. Aufgrund eines Musik-Stipendiums am Berklee College of Music in Boston zog er 1958 in die USA. Nach seinem Studium begann er 1963 als Assistent von Nesuhi Ertegün für das US-Platten-Label Atlantic Records zu arbeiten. Atlantic profilierte sich zu dieser Zeit vor allem mit der Veröffentlichung afro-amerikanischer Musik wie Soul und Jazz. Später wurde Mardin Hausproduzent und Vize-Präsident des Labels. In den 1960er-Jahren war er maßgeblich am Erfolg der Soul-Sängerin Aretha Franklin und anderer Musiker, z. B. Stephen Stills, beteiligt. Als Arrangeur arbeitete er außerdem mit Herbie Mann, Junior Mance, Eddie Harris, Hank Crawford, Little Jimmy Scott, Carmen McRae, Ray Bryant, King Curtis, Freddie Hubbard und Billy Cobham, als Musiker (Piano, Orgel) mit Esther Phillips. 1998 arbeitete er in Hamburg mit der NDR Big Band.
In seiner mehr als 30-jährigen Karriere konnte Mardin elfmal den Grammy gewinnen. Arif Mardin arrangierte und produzierte Musiker wie Bette Midler, Norah Jones, Diana Ross, The Manhattan Transfer, Whitney Houston, Phil Collins, Chaka Khan und die Average White Band. Als Gastproduzent wirkte er bei Queens Album Hot Space mit. Als Produzent der damals erfolglosen Bee Gees empfahl er diesen 1975, eine Oktave höher zu singen, worauf sich der Erfolg wieder einstellte.
Mardin starb an den Folgen einer Krebserkrankung und wurde in seiner Geburtsstadt Istanbul beigesetzt. Er hinterließ seine Frau Latife, seine zwei Töchter Julie und Nazan und seinen Sohn Joe Mardin, der ebenfalls als Produzent tätig ist.

## Diskographische Hinweise
- Glass Onion (Atlantic, 1968), u. a. mit Bernie Glow, Joe Newman, Herb Pomeroy, Al Porcino, Ernie Royal, Wayne Andre, Jimmy Cleveland, Garnett Brown, Benny Powell, Pepper Adams, King Curtis, Charlie Mariano, Seldon Powell, Frank Wess
- Journey (Atlantic, 1973), u. a. mit Randy Brecker, Marvin Stamm, David Fathead Newman, Jimmy Buffington, Don Butterfield, Joe Farrell, Pat Rebillot, Cornell Dupree, Frank Wess, Seldon Powell, Pepper Adams, Ron Carter, Grady Tate, Urszula Dudziak